# Neuf de cœur
Ne doit pas être confondu avec Neuf de Cœur (association).
Le neuf de cœur (9♥) est une carte à jouer.

## Caractéristiques

### Généralités
Le neuf de cœur fait partie des jeux de cartes utilisant les enseignes françaises et allemandes. En France, on le retrouve dans les jeux de 32 cartes et de 52 cartes et dans certains jeux de tarot. Un neuf et un cœur, il s'agit d'une valeur et d'une carte de couleur rouge.
De façon générale, le neuf de cœur suit le huit de cœur et précède le dix de cœur. Toutefois, à la belote, le neuf de cœur est la 2e carte la plus forte en atout : il précède alors le valet de cœur et suit l'as de cœur.
N'étant pas une figure, le neuf de cœur a généralement une valeur nulle lors du décompte des points. Ce n'est toutefois pas toujours le cas : ainsi, à la belote, il vaut 14 points à l'atout (seul le valet vaut plus).

### Représentations
Comme les autres valeurs, la valeur du neuf de cœur est représentée par des répétitions de son enseigne. Pour les enseignes françaises, il s'agit d'un cœur stylisé rouge. Les enseignes allemandes utilisent ce même symbole, mais la moitié droite (plus rarement la moitié gauche) est hachurée de noir afin de donner une impression de relief. Si le paquet indique la valeur des cartes dans les coins, celle du neuf de cœur est reprise en mentionnée en chiffre (« 9 ») ; la couleur du texte (rouge ou noir) varie.
Dans les jeux de type français, les neuf cœurs sont disposés symétriquement par rapport à la verticale : sur les côtés, deux colonnes de quatre cœurs chacune. Au centre, le dernier cœur. En règle générale, les cinq cœur du haut pointent vers le bas de la carte, les quatre cœurs du bas pointent vers le haut.
Dans les jeux au portrait de Bavière, qui utilisent les enseignes allemandes, les cœurs ne suivent pas la même organisation : chaque moitié de carte en contient neuf, groupés en trois colonnes de trois cœurs, la colonne du centre étant plus élevée que celles des côtés. Les cœurs de la partie supérieure pointent vers le bas, ceux de la partie inférieure vers le haut. Certains jeux de cartes ne sont toutefois pas symétriques, les cartes étant destinées à être lues dans un seul sens : les neuf cœurs occupent alors la majeure partie de la carte ; le bas en est occupé par le dessin d'un édifice.
En Hongrie, les jeux de carte suivent les enseignes allemandes.  Au centre est dessiné un château au milieu d'arbres.

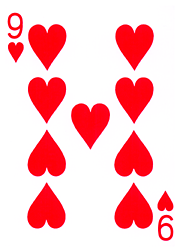
Neuf de cœur d'un jeu de poker.
Neuf de cœur, jeu hongrois. La valeur de la carte n'est pas indiquée en chiffre dans les coins.
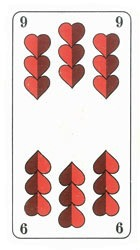
Neuf de cœur, enseignes allemandes, portrait de Saxe.

### Équivalents
Dans les jeux utilisant les enseignes latines (Espagne, Italie, etc.), l'équivalent du neuf de cœur est le neuf de coupe.
En Suisse, l'équivalent du neuf de cœur est le neuf de rose,,.

## Historique
Les premières cartes à jouer éditées en Europe ne comportent aucune des enseignes rencontrées dans les jeux français contemporains. Les enseignes latines (bâtons, deniers, épées et coupes) sont probablement adaptées des jeux de cartes provenant du monde musulman,. Les enseignes françaises sont introduites par les cartiers français à la fin du XVe siècle, probablement par adaptation des enseignes germaniques (glands, grelots, feuilles et cœurs). Les enseignes françaises procèdent d'une simplification des enseignes précédentes, permettant une reproduction plus aisée (et donc un moindre coût de fabrication). L'enseigne de cœur est reprise des enseignes germaniques, mais fortement simplifiée. Les cœurs français dériveraient ainsi des coupes latines.

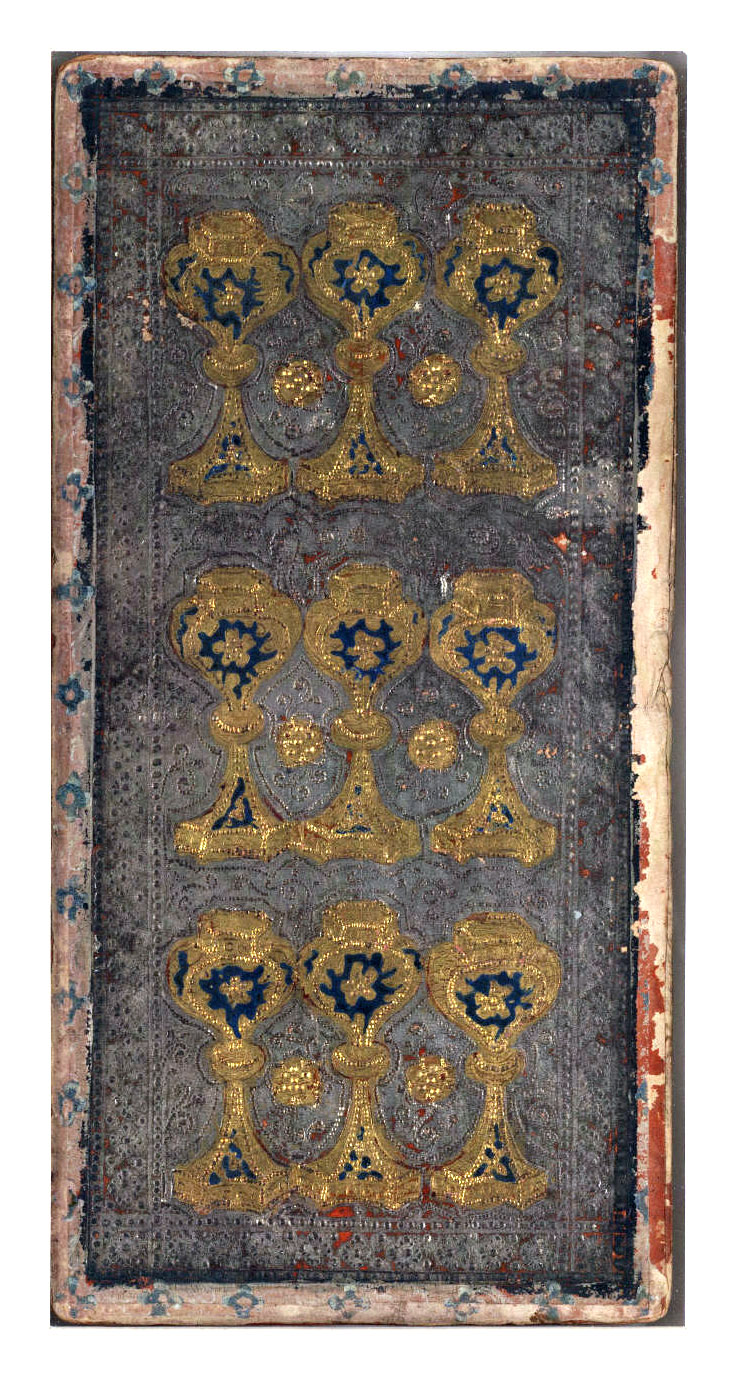
Le neuf de coupe d'un tarot Visconti-Sforza ; le neuf de cœur dériverait de ce type de carte.
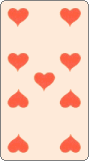
Neuf de cœur d'un jeu de tarot du XIXe siècle
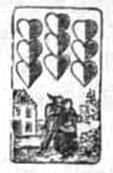
Neuf de cœur, enseignes allemandes, jeu Die Gartenlaube (1888).

## Informatique
Le neuf de cœur fait l'objet d'un codage dédiée dans le standard Unicode : U+1F0B9, « 🂹 » (cartes à jouer) ; ce caractère sert également pour le neuf de coupe.